# Arbeitsgericht Wuppertal
Das Arbeitsgericht Wuppertal, ein Gericht der Arbeitsgerichtsbarkeit, ist eines der dreißig nordrhein-westfälischen Arbeitsgerichte. Bei ihm sind sieben Kammern gebildet.

## Gerichtssitz und -bezirk
Das Gericht hat seinen Sitz in Wuppertal in der Straße Eiland 2.
Das Arbeitsgericht Wuppertal ist örtlich zuständig für Rechtsstreitigkeiten aus Wuppertal, Remscheid, Heiligenhaus, Hückeswagen, Radevormwald, Velbert und Wülfrath. In Velbert wird ein auswärtiger Gerichtstag für Velbert abgehalten.
Die sachliche Zuständigkeit ergibt sich aus dem Arbeitsgerichtsgesetz.

## Übergeordnete Gerichte
Dem Arbeitsgericht Wuppertal sind das Landesarbeitsgericht Düsseldorf und im weiteren Rechtszug das Bundesarbeitsgericht übergeordnet.

## Geschichte
Gemäß Arbeitsgerichtsgesetz vom 23. Dezember 1926 wurden in Deutschland Arbeitsgerichte gebildet. Diese waren nur in der ersten Instanz organisatorisch selbstständige Gerichte, die Landesarbeitsgerichte waren den Landgerichten zugeordnet. Am Landgericht Elberfeld entstand so 1927 das Landesarbeitsgericht Elberfeld als eines von vier Landesarbeitsgerichten im Bezirk des Oberlandesgerichtes Düsseldorf. In Elberfeld entstand das Arbeitsgericht Elberfeld, in Barmen entstand das Arbeitsgericht Barmen. Mit dem Zusammenschluss der beiden Orte und der Umbenennung in Wuppertal 1930 entstand das Arbeitsgericht Wuppertal. 
1931 wurde das Arbeitsgericht Remscheid-Lennep aufgehoben und aus seinem Sprengel das Amtsgerichts Ronsdorf dem Arbeitsgericht Wuppertal zugeordnet.
Nach der Besetzung Deutschlands durch die Alliierten wurden 1945 zunächst alle Gerichte geschlossen. Die ordentlichen Gerichte wurden schon bald wieder eröffnet, während die Arbeitsgerichte zunächst nicht wieder eingerichtet wurden, so dass arbeitsgerichtliche Streitigkeiten von den ordentlichen Gerichten erledigt werden mussten. Gemäß Kontrollratsgesetz 21 vom 30. März 1946 sollten in Deutschland Arbeitsgerichte aufgebaut werden. Das Arbeitsgericht Wuppertal entstand so neu.